# Хитисо
Хитисо (яп. 七宗町 Хитисо:-тё:) — посёлок в Японии, находящийся в уезде Камо префектуры Гифу. Площадь посёлка составляет 90,47 км², население — 4010 человек (1 июля 2014), плотность населения — 44,32 чел./км².

## Географическое положение
Посёлок расположен на острове Хонсю в префектуре Гифу региона Тюбу. С ним граничат города Секи, Минокамо, Геро и посёлки Кавабе, Яоцу, Сиракава.

## Население
Население посёлка составляет 4010 человек (1 июля 2014), а плотность — 44,32 чел./км². Изменение численности населения с 1980 по 2005 годы:
| 1980 | 6435 чел. |  |
| 1985 | 6527 чел. |  |
| 1990 | 6097 чел. |  |
| 1995 | 5748 чел. |  |
| 2000 | 5234 чел. |  |
| 2005 | 4870 чел. |  |

## Символика
Деревом посёлка считается Chamaecyparis obtusa, цветком — Hymenanthes.